# Бријаља
Бријаља (итал. Briaglia) је насеље у Италији у округу Кунео, региону Пијемонт.
Према процени из 2011. у насељу је живело 288 становника. Насеље се налази на надморској висини од 545 м.

## Становништво
| 1931. | 1936. | 1951. | 1961. | 1971. | 1981. | 1991. | 2001. | 2011. |
| ----- | ----- | ----- | ----- | ----- | ----- | ----- | ----- | ----- |
| 643   | 565   | 491   | 397   | 368   | 279   | 263   | 288   | 324   |